# Callyna polychroa
Callyna polychroa är en fjärilsart som beskrevs av George Francis Hampson 1920. Callyna polychroa ingår i släktet Callyna och familjen nattflyn. Inga underarter finns listade i Catalogue of Life.